# Epione isabellae
Epione isabellae är en fjärilsart som beskrevs av Harris 1914. Epione isabellae ingår i släktet Epione och familjen mätare. Inga underarter finns listade i Catalogue of Life.